# Klaipėdos autobusų parkas

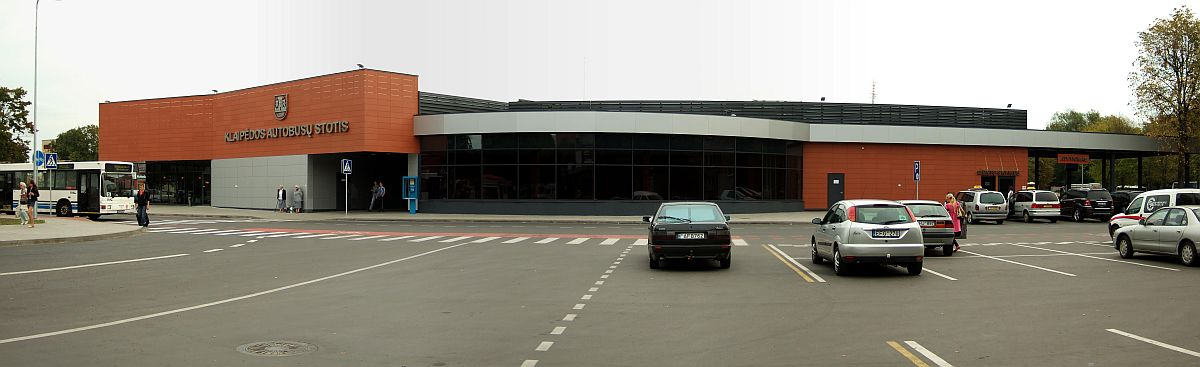
Busbahnhof Klaipėda, 2009

UAB Klaipėdos autobusų parkas ist ein Busunternehmen in der drittgrößten litauischen Stadt Klaipėda. Es hat 116 Busse und beschäftigt  etwa 360 Mitarbeiter. Es werden pro Jahr etwa 14 Millionen Fahrgäste befördert. Die Gesellschaft bedient zehn Routen der Stadt, acht Routen der Vorstadt, elf Routen des Fernverkehrs und vier internationale Routen: nach Erfurt, Kaliningrad, Riga und Tallinn.

## Geschichte
Am 5. November 1955 wurde das Staatsbetrieb "Taxomotorische Autowirtschaft von Bussen"  (lit. Autobusų-taksomotorinis autoūkis) errichtet.
1972 wurde das Unternehmen rekonstruiert. Damals gab es 260 Busse („LAZ“ und „Ikarus“). In Sowjetlitauen kaufte man jährlich von 20 bis 30 neue Busse. 1992 wurde der Taxi-Park mit 200 Fahrzeugen vom Betrieb getrennt.
1995 wurde Klaipėdos autobusų parkas zu Uždaroji akcinė bendrovė (UAB). Der Inhaber war die Stadt (Stadtrat) Klaipėda. 1999 schenkte die Regierung Schwedens 27 Busse.
2003 wurde eine öffentliche Anstalt Viešoji įstaiga „Klaipėdos keleivinis transportas“ gegründet. 
Von 2004 bis 2005 kaufte man 45 Mercedes- und MAN-Busse.